# Rodrigo Moreira (diretor)
Rodrigo Moreira (Milagro, Equador 19 de junho de 1983) é um diretor do concursos de beleza equatoriano, proprietário do Miss Teen Internacional e outros eventos de classe mundial.

## Representação Internacional

### Mister Continentes del Mundo
Rodrigo foi representante do Equador no Mr. Continentes do Mundo 2006.

### Mister América Latina Internacional
Rodrigo sagrou-se vencedor do concurso Mr. América Latina 2009, evento realizado em Lima, no Peru.

#### Prêmios Especiais
- Mister Fotogenia